# Ewald Christian von Kleist
Pour les articles homonymes, voir Ewald von Kleist.
Ewald Christian von Kleist, né à Zeblin (aujourd'hui Cybulino, gmina de Bobolice) en Poméranie le 3 mars 1715 et mort à Francfort-sur-l'Oder le 24 août 1759, est un poète allemand et officier de l'Armée prussienne.

## Biographie
Fils de Joachim Ewald von Kleist (1684–1738) et de son épouse Juliane, née von Manteuffel (1688–1719), von Kleist fréquenta le lycée de Dantzig et étudia le droit et les mathématiques à l'université de Königsberg. Puis il entra au service militaire du Danemark où il devint officier en 1736.
Rappelé en Prusse par le roi Frédéric II en 1740, il fut nommé lieutenant (Leutnant) dans le régiment du prince Henri de Prusse posté à Potsdam, où il fit la connaissance de Johann Wilhelm Ludwig Gleim qui l’intéressa à la poésie. En 1749, il rencontra le poète et critique Karl Wilhelm Ramler et a ensuite publié une nouvelle version révisée de ses textes.
Il participa à la seconde guerre de Silésie contre les Habsbourg en 1744–1745 et fit plusieurs campagnes avec distinction et, passant par divers grades, séjourna dans des villes où il se lia avec les poètes distingués de l'époque, Gotthold Ephraim Lessing, Christian Felix Weiße, etc. Promu au rang de major en 1757, il a combattu l'Armée impériale durant la guerre de Sept Ans. Il fut grièvement blessé à la bataille de Kunersdorf, le 12 août 1759, et a succombé à ses blessures quelques jours plus tard.

## Œuvre

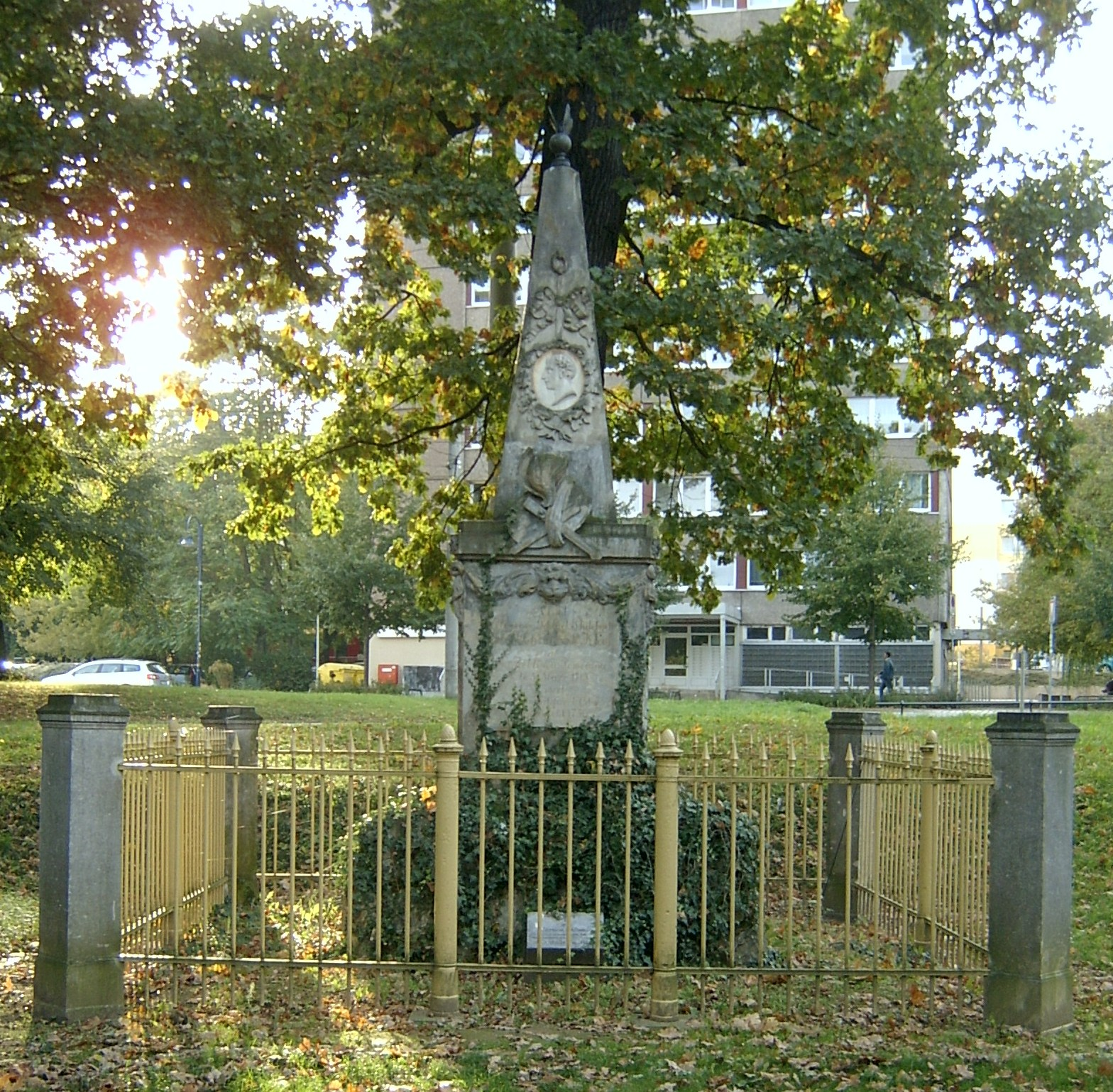
Monument dédié à Kleist, Francfort-sur-l'Oder.

Porté par tempérament à la mélancolie, Kleist fut préservé de la sentimentalité par la vie militaire. Ses compatriotes lui reconnaissent une supériorité dans la poésie lyrique. Il a écrit avec une grande variété de rythmes et de sentiments, des odes guerrières, des hymnes religieux, des élégies amoureuses, des chansons légères, des épigrammes, etc. On connaît surtout son poème descriptif, der Frühling (le Printemps, 1749), qui, suivant Schiller, est remarquable, dans les parties lyriques, par le sentiment personnel, mais très médiocre sous le rapport de l’invention. Il a été traduit en français par Hubert (1766), par Béguelin (1788) et par Sarrazin (1802).
On a encore de Kleist des fables, des contes, des idylles, un essai de poème épique : Cissides et Paches, dont on cite de beaux épisodes, enfin une tragédie, Sénèque, qui ne manque pas d’éloquence. Ses Œuvres ont été publiées avec des corrections par Ramler (Sämmtliche Werke ; Berlin, 1760, 2 vol.), et avec plus de fidélité par W. Körte (Ibid., 1803. 2 vol.).

## Source
- Gustave Vapereau, Dictionnaire universel des littératures, Paris, Hachette, 1876, p. 1133